# Emily Randall

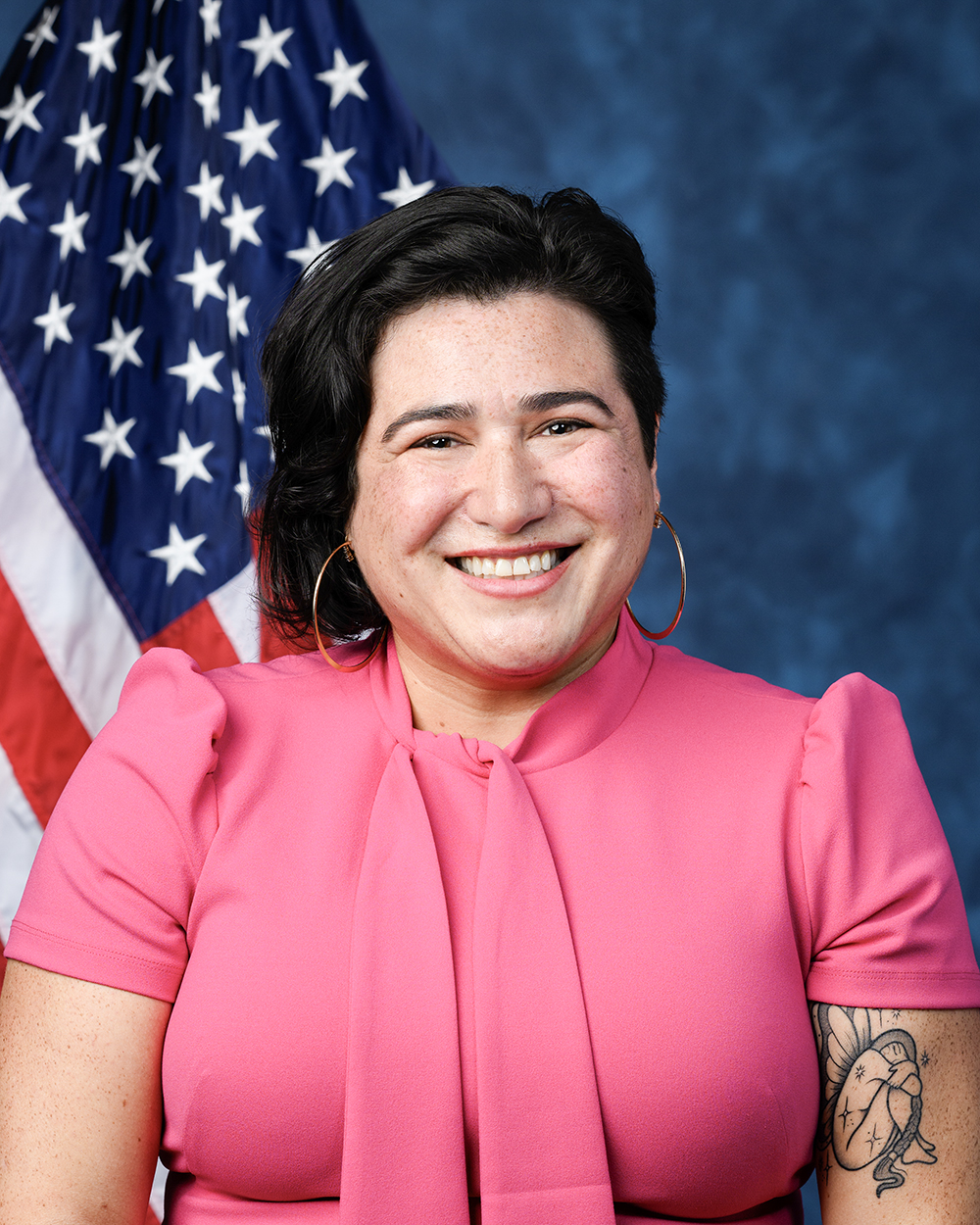
Emily Randall (2024)

Emily Randall (* 30. Oktober 1985 in Port Orchard, Washington) ist eine US-amerikanische Politikerin, Mitglied der Demokratischen Partei. Sie vertritt seit dem 3. Januar 2025 den 6. Kongresswahlbezirk des Staates Washington im Repräsentantenhaus der Vereinigten Staaten.

## Leben und Privates
Randall wuchs in Port Orchard in einer mexikanisch-stämmigen Familie auf. Sie erwarb 2008 einen Bachelorabschluss in Spanisch und Frauenforschung am Wellesley College. Danach arbeitete sie an diesem College sowie für verschiedene Non-Profit-Organisationen, die San Francisco AIDS Foundation, Planned Parenthood Federation of America und Legal Voice.
Randall lebt mit ihrer Ehefrau in Bremerton.

## Politik
Nach dem Sieg von Donald Trump bei der Präsidentschaftswahl in den Vereinigten Staaten 2016 strebte Randall ein politisches Amt an. Sie kandidierte für den Senat von Washington im Bezirk 26 und wurde 2018 mit 50,1 % der Stimmen gewählt. 2022 wurde sie wiedergewählt. Im Senat setzte sie sich vor allem für Themen der Gesundheitsversorgung und der Bildung ein. 2024 trat sie für den 6. Wahlbezirk für das US-Repräsentantenhaus an, nachdem der demokratische Amtsinhaber Derek Kilmer nicht mehr kandidierte. Randall setzte sich sowohl in der überparteilichen Vorwahl als auch in der allgemeinen Wahl als Kandidatin mit den meisten Stimmen durch. In der allgemeinen Wahl erhielt sie 56,7 % der Stimmen gegen den Republikaner Drew MacEwen. Ihre Amtszeit begann am 3. Januar 2025.